# Antoine Joseph Wiertz

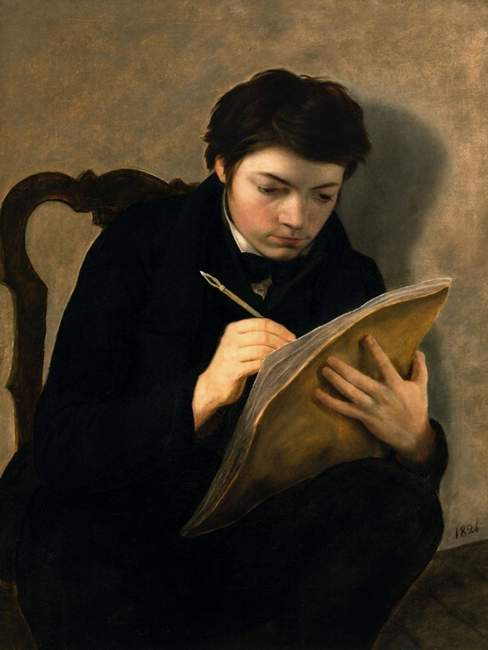
Selbstbildnis im Alter von 18 Jahren (1824)

Antoine Joseph Wiertz (* 22. Februar 1806 in Dinant; † 18. Juni 1865 in Ixelles bei Brüssel) war ein belgischer Maler, Zeichner und Kupferstecher.

## Leben und Wirken
Bereits als Schüler fiel Wiertz durch sein künstlerisches Talent auf. Durch die Vermittlung seiner Lehrer wurde Wiertz 1820, bereits mit 14 Jahren, in Antwerpen von den Malern Willem Jacob Herreyns und Mathieu Ignace van Brée als Schüler angenommen. Im darauffolgenden Jahr wurde ihm durch den niederländischen König Wilhelm I. ein lebenslanger Ehrensold zugestanden.
Zwölf Jahre später gewann Wiertz anlässlich einer Ausstellung des Pariser Salons 1832 den Prix de Rome, der mit einem fünfjährigen Reisestipendium ausgestattet war. Im Frühjahr 1833 brach Wiertz zu seiner Studienreise nach und durch Italien auf. In Rom studierte er die antiken Meister und ließ sich auch durch Michelangelo und Peter Paul Rubens beeinflussen.
In den Jahren 1835/36 schuf Wiertz in Rom sein monumentales Gemälde Kampf der Griechen und Troianer um den Leichnam des Patroklos. In diesem Werk versuchte Wiertz zum ersten Mal sein künstlerisches Ideal zu verwirklichen. 1838 kehrte er in seine Heimat zurück und ließ sich in Lüttich als freischaffender Maler nieder. Seinen Lebensunterhalt verdiente sich Wiertz mit Porträts und Genrestücken, welche ihn aber so wenig interessierten, dass er die wenigsten davon signierte.
Sein Interesse in dieser Zeit galt der Verwirklichung seines Werkes Die Erhebung der Hölle gegen den Himmel, welches noch gigantischer als sein römisches Monumentalgemälde werden sollte. Aus Platzgründen schlug Wiertz sein Atelier in einer säkularisierten Kirche auf und quasi als Vorübung entstand das Triptychon Christus im Grab, Eva und Satan und Die Flucht nach Ägypten.

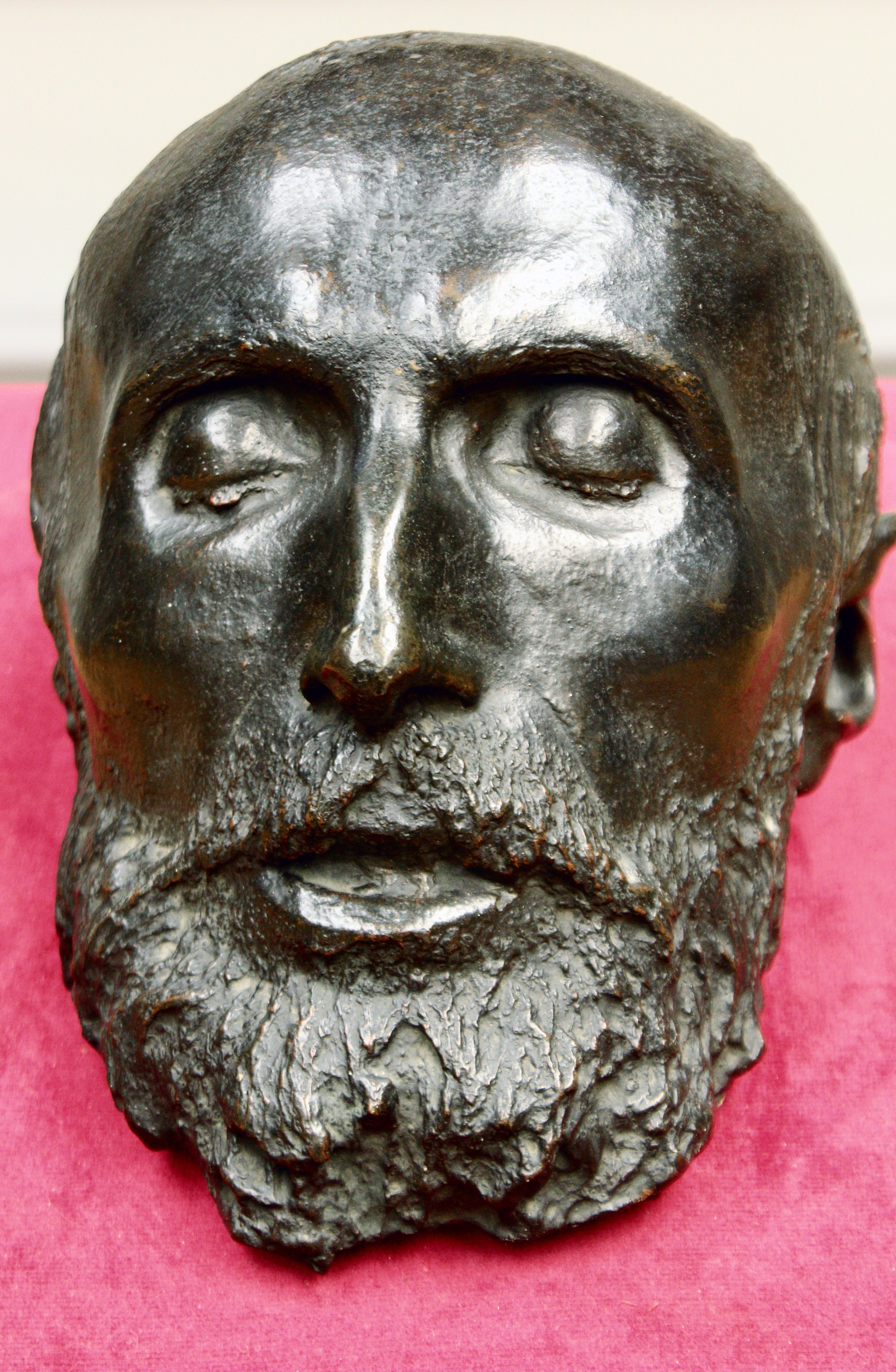
Antoine Wiertz, Totenmaske

Als 1840 die Stadt Antwerpen anlässlich einer Kunstausstellung auch Wiertz einlud, gewann er mit seinem Werk Eloge de Rubens den ersten Preis. 1848 ließ er sich in Brüssel nieder, wo er noch im selben Jahr sein Hauptwerk Der Triumph Christi vollenden konnte. Einer seiner größten Bewunderer war der belgische König Leopold I., der ihn auch finanziell unterstützte.
Auf Wunsch des Königs wurde Wiertz 1850 in Ixelles, bei Brüssel auf Staatskosten ein großes Atelier
gebaut. Wiertz persönlich entwarf die Baupläne, denn dieses Atelier wurde speziell für seine großen Monumentalgemälde konzipiert. Das Gebäude blieb bis an sein Lebensende in Wiertz' Eigentum, fiel aber testamentarisch nach dessen Tod an den belgischen Staat zurück.
In diesem Atelier experimentierte Wiertz mit neuartigen Farben und ihren Maltechniken und gefährdete dabei immer wieder seine Gesundheit. Dabei erfand er das „Peinture mate“, eine Malweise, welche es ihm ermöglichte, mit einer herkömmlichen Leinwand als Untergrund, die matte Farbwirkung eines Freskos zu erzielen. Mit dieser neuen Methode versuchte Wiertz nun verstärkt seinen Ideen Form zu geben. Nach eigenen Aussagen wollte Wiertz mit seinen Werken der Gesellschaft einen Spiegel vorhalten.
Wiertz thematisierte dabei seine Philosophie und fand seine Sujets in seinen Phantasien, Träumen und Visionen. Er überschritt – nach Meinung der offiziellen Kunstkritik – sehr oft die Grenzen des guten Geschmacks; kontroverse Diskussionen waren daher bei vielen Bildern an der Tagesordnung. Einige der wichtigsten Gemälde aus dieser Periode sind Der lebendig Begrabene, Hunger, Wahnsinn und Verbrechen, Der Selbstmörder, Gedanken und Visionen des Kopfes eines Hingerichteten u. v. a.

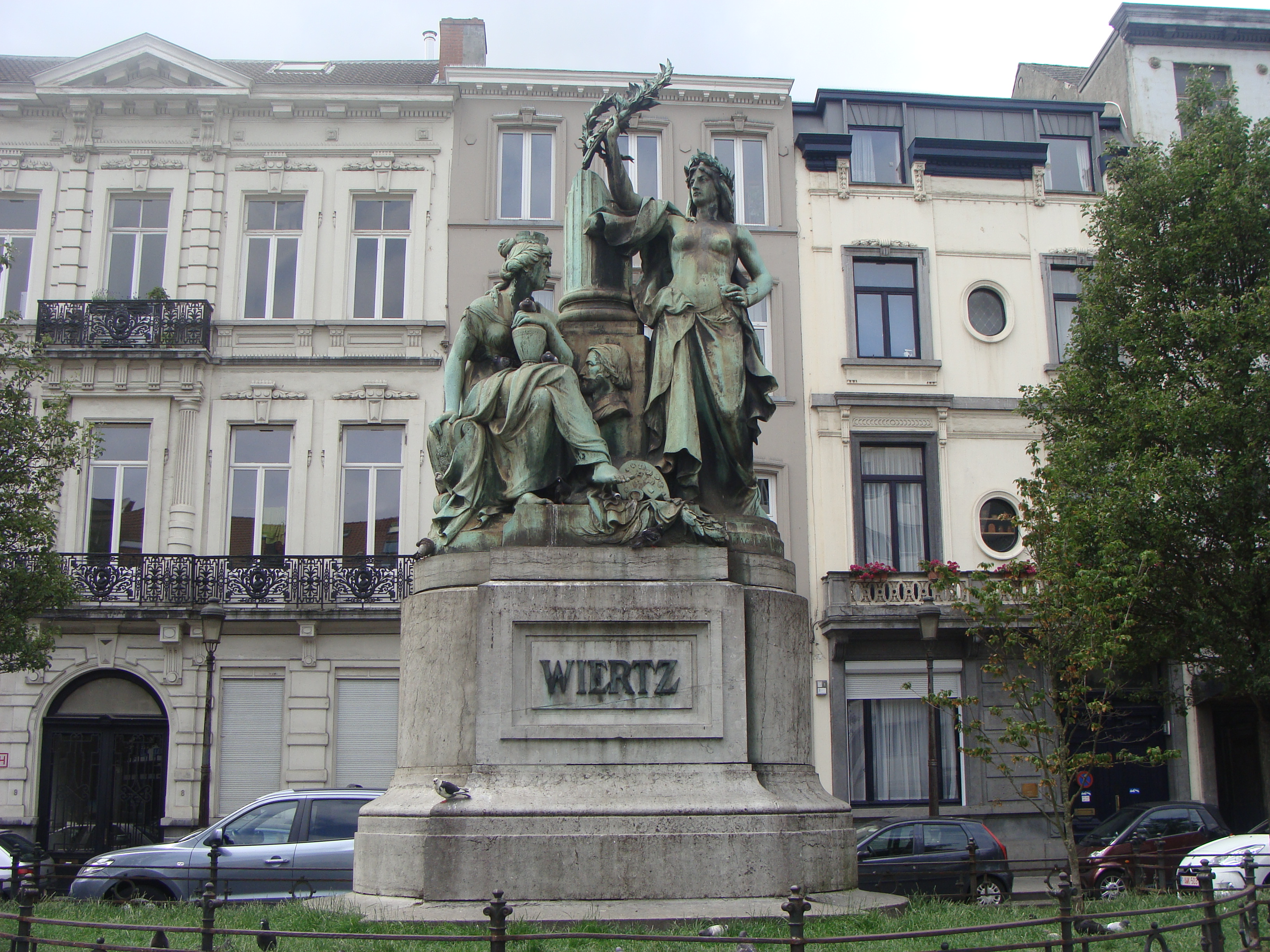
Wiertz-Monument in Brüssel-Ixelles

Neben diesen Gemälden in Peinture mate widmete sich Wiertz aber auch der Genremalerei, wobei er ähnlich bizarre Themen behandelte: Das verbrannte Kind, Die Romanleserin und der Teufel, Die junge Hexe u. a. In einigen wenigen Bildern seines Schaffens, wie Ein junges Mädchen bei der Toilette, Die Erwartung, Das Geständnis oder Die Rosenknospe bewies Wiertz auch liebenswürdigen Humor.
Von vielen seiner Gemälde schuf Wiertz verschiedene Vorstudien und Detailansichten, welche er teilweise auch in Kupfer stach.
Im Alter von 59 Jahren starb Antoine Wiertz am 18. Juni 1865 in Brüssel; sein Grab befindet sich auf dem Kommunalfriedhof von Ixelles. Nach dem Tod erbte das belgische Königreich sein gesamtes künstlerisches Werk nebst Atelier. Als Musée Wiertz umgestaltet, sind dort die Werke von Antoine Joseph Wiertz zu besichtigen.
1881 wurde auf der Place Raymond Blyckaerts in Brüssel-Ixelles das monumentale Wiertz-Denkmal eingeweiht.

## Werke (Auswahl)
- Kampf der Griechen und Troianer um den Leichnam des Patroklos (1835/36)[3]
- Die Erhebung der Hölle gegen den Himmel (1842)
- Triptychon: Christus im Grab. Eva und Satan, Die Flucht nach Ägypten
- Der Triumph Christi (1848)
- Der Leuchtturm von Golgatha
- Christus und der Kampf der Parteien
- Gedanken und Visionen des Kopfes eines Hingerichteten
- Der Selbstmörder

Galerie
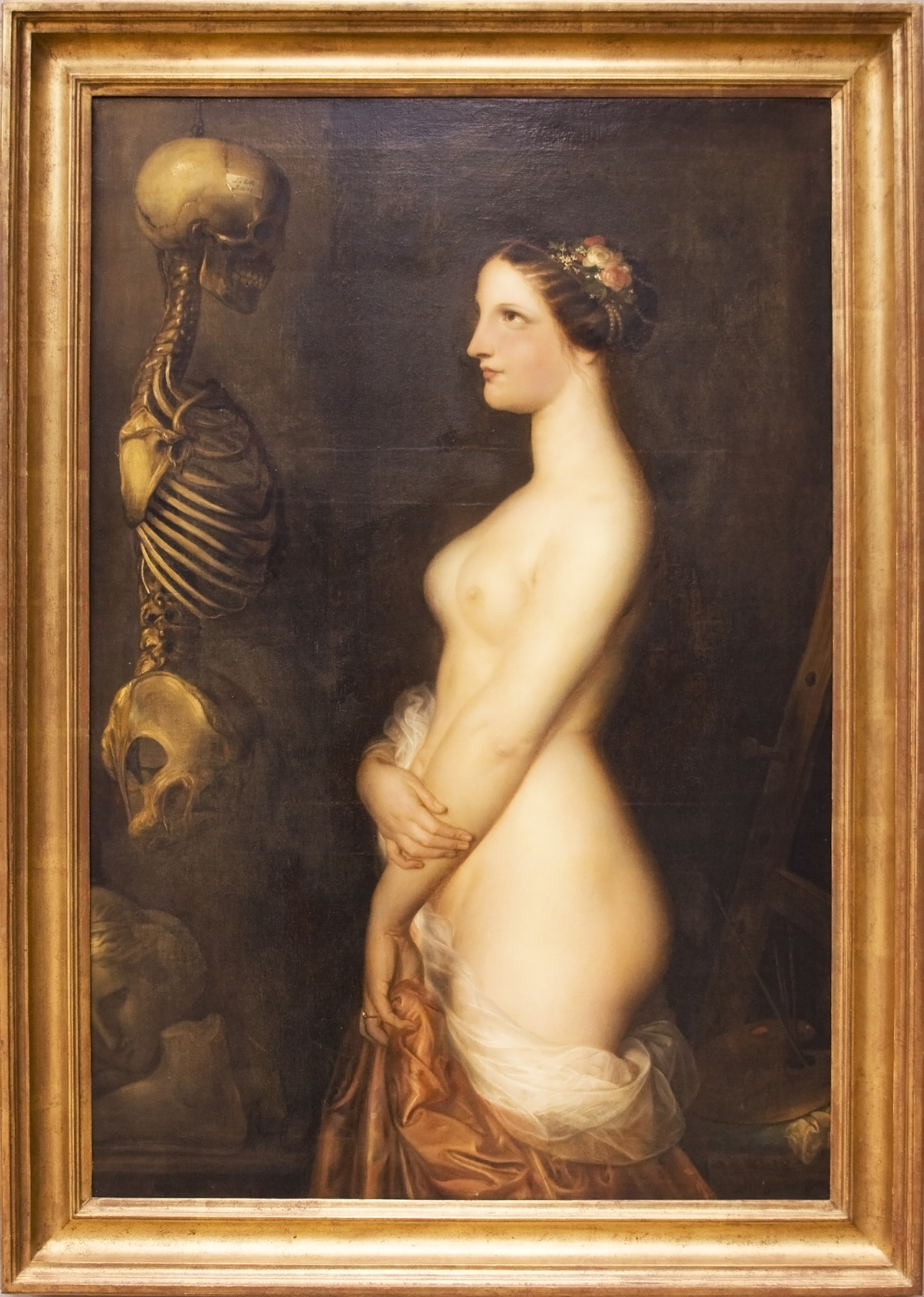
Deux jeunes filles, ou la belle Rosine (1847)
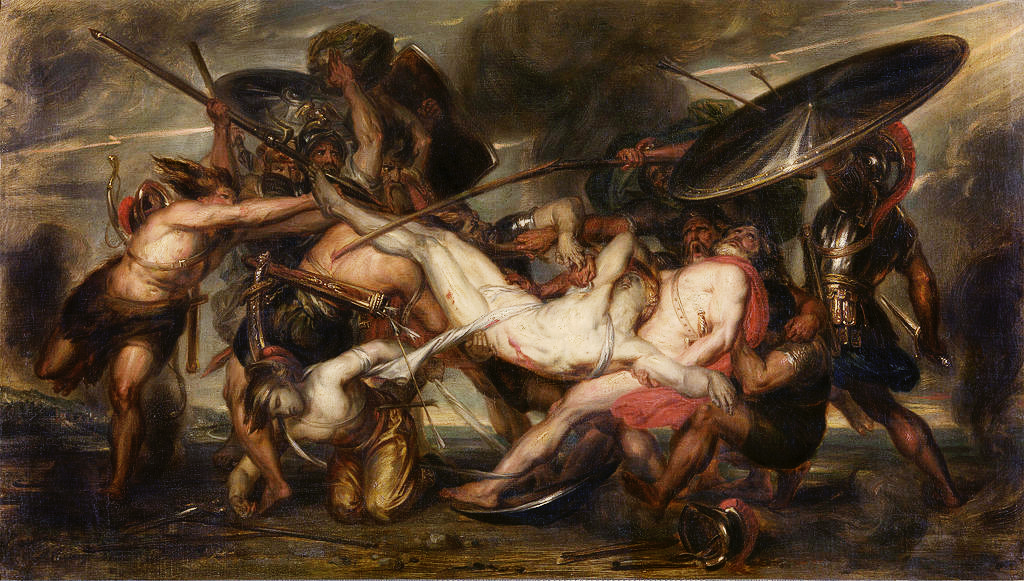
Les Grecs et les Troyens se disputant le corps de Patrocle (1844–1845)
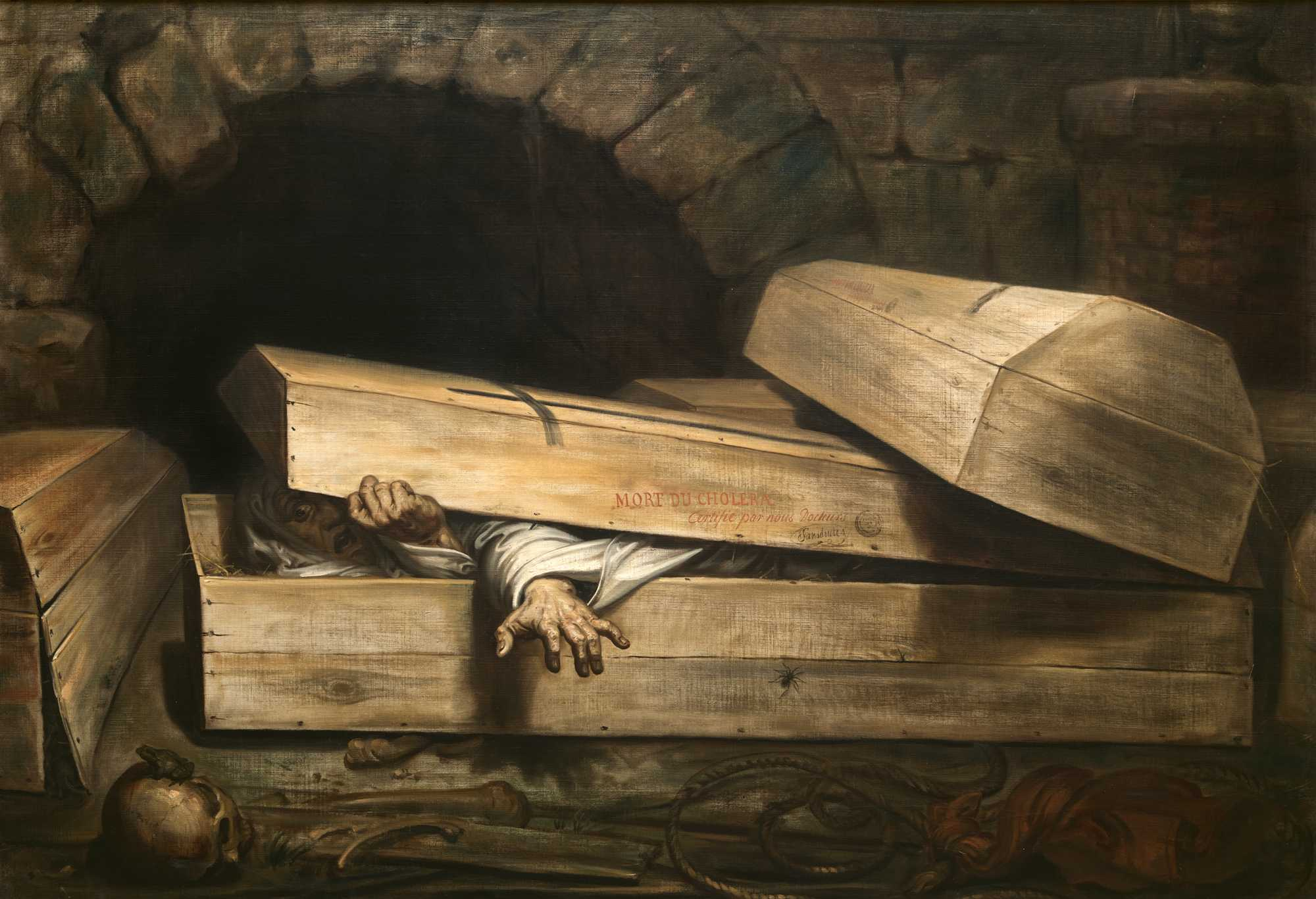
Der lebendig Begrabene (L'inhumation précipitée)
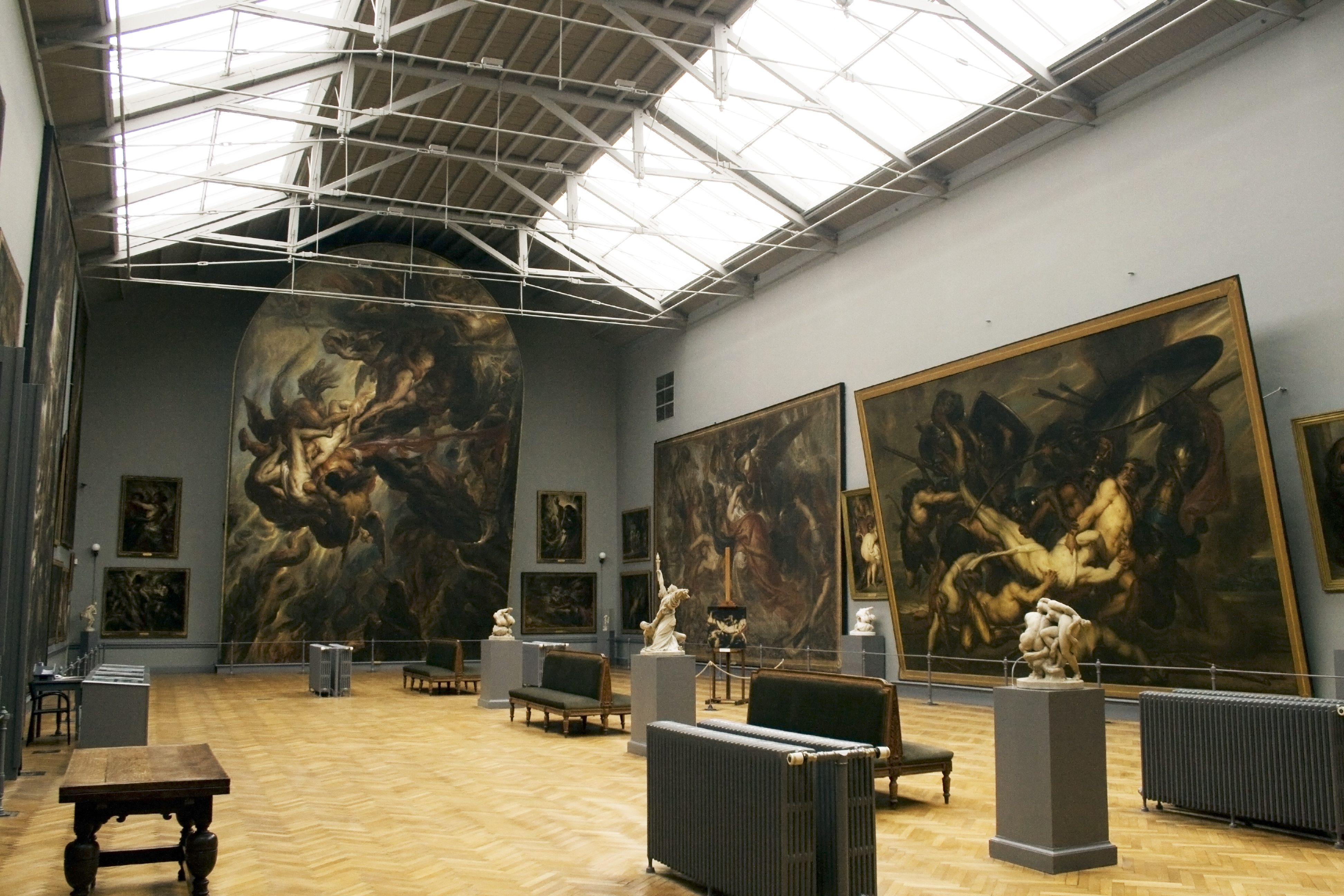
Saal im Wiertz-Museum

- Hunger, Wahnsinn und Verbrechen
- Das verbrannte Kind
- Die Romanleserin und der Teufel
- Die junge Hexe
- Ein junges Mädchen bei der Toilette
- Die Erwartung
- Das Geständnis
- Die Rosenknospe  - Galerie
  - Deux jeunes filles, ou la belle Rosine (1847)
  - Les Grecs et les Troyens se disputant le corps de Patrocle (1844–1845)
  - Der lebendig Begrabene (1854)
  - Saal im Wiertz-Museum